# Joseph Paul Amoah
Joseph Paul Amoah (* 12. Januar 1997 in Accra) ist ein ghanaischer Leichtathlet, der sich auf den Sprint spezialisiert hat. 2019 siegte er mit der ghanaischen 4-mal-100-Meter-Staffel bei den Afrikaspielen in Rabat sowie 2024 über 200 Meter bei den Spielen in Accra.

## Sportliche Laufbahn
Erste internationale Erfahrungen sammelte Joseph Paul Amoah 2018 bei den Commonwealth Games im australischen Gold Coast, bei denen er im 200-Meter-Lauf mit 20,99 s im Halbfinale ausschied. Im Jahr darauf nahm er erstmals an den Afrikaspielen in Rabat teil und erreichte dort im 100-Meter-Lauf in 10,11 s den vierten Platz und schied über 200 Meter mit 21,20 s in der Vorrunde aus. Zudem siegte er mit der ghanaischen 4-mal-100-Meter-Staffel mit neuem Spielerekord von 38,30 s. Anschließend schied er bei den Weltmeisterschaften in Doha über 100 Meter mit 10,36 s im Vorlauf aus und erreichte auch mit der Staffel mit 38,24 s nicht das Finale. Bei den World Athletics Relays 2021 im polnischen Chorzów gelangte er mit der 4-mal-100-Meter-Staffel bis in das Finale und wurde dort disqualifiziert. Über 200 m qualifizierte er sich über die Weltrangliste für die Olympischen Spiele in Tokio und erreichte dort das Halbfinale, in dem er mit Saisonbestleistung 20,27 s ausschied. Zudem erreichte er mit der Staffel das Finale, in dem er allerdings disqualifiziert wurde, nachdem er im Vorlauf mit 38,08 s einen neuen Landesrekord aufstellte.
2022 schied er bei den Afrikameisterschaften in Port Louis mit 20,89 s im Halbfinale über 200 Meter aus und anschließend schied er bei den Weltmeisterschaften in Eugene mit 10,22 s und 20,40 s jeweils in der ersten Runde über 100 und 200 Meter aus. Zudem belegte er mit der Staffel mit 38,07 s im Finale den fünften Platz. Daraufhin gewann er bei den Commonwealth Games in Birmingham in 20,49 s die Bronzemedaille über 200 Meter hinter dem Trinidader Jereem Richards und Zharnel Hughes aus England. Zudem wurde er im Staffelbewerb in der Vorrunde disqualifiziert. Im Jahr darauf kam er bei den Weltmeisterschaften in Budapest mit 20,56 s nicht über den Vorlauf über 200 Meter hinaus. 2024 gewann er bei den Afrikaspielen in Accra in 38,43 s gemeinsam mit Edwin Gadayi, Benjamin Azamati und Solomon Kweku die Silbermedaille im Staffelbewerb hinter dem nigerianischen Team. Zudem siegte er in 20,70 s im 200-Meter-Lauf. Im Mai sicherte er der Staffel bei den World Athletics Relays auf den Bahamas einen Startplatz bei den Olympischen Spielen in Paris, bei denen er im Vorlauf wegen eines Wechselfehlers disqualifiziert wurde.

## Persönliche Bestleistungen
- 100 Meter: 9,94 s (+0,8 m/s), 23. April 2022 in Baltimore
  - 60 Meter (Halle): 6,61 s, 12. Februar 2021 in Virginia Beach
- 200 Meter: 20,08 s (+2,0 m/s), 5. Juni 2019 in Austin
  - 200 Meter (Halle): 20,57 s, 5. Februar 2022 in Boston (ghanaischer Rekord)